# 小桜葉子

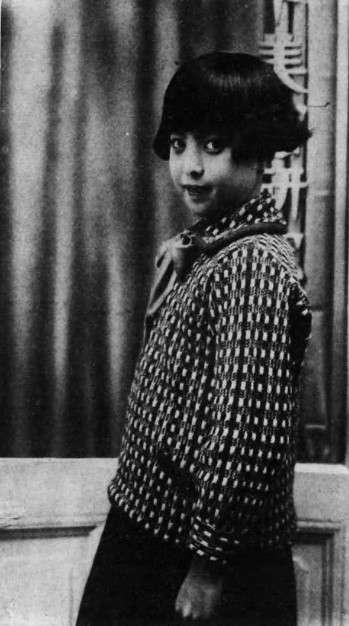
子役時代。1928年

小桜 葉子（こざくら ようこ、1918年3月4日 - 1970年5月12日）は、日本の女優。日本における美容体操の草分け。本名は池端 具子（いけはた ともこ、旧姓:岩倉）。

## 来歴・人物
東京府東京市麹町区霞ヶ関（現 : 東京都千代田区霞が関）生まれ。
1925年に小笠原プロダクションに子役として入り、母のペンネームだった小桜葉子を芸名にする。1926年5月、松竹蒲田に入り、子役（令嬢の子供）として主演作もあり大活躍した。「明日天気になアれ」（島津保次郎監督）では主役を演じ、飯田蝶子、吉川満子などと共演。数年で娘らしくなり人気が落ちた。ちょうどその頃、上原謙が松竹へ入りすぐにNo.1の二枚目スターとなった。上原は大人気のスター桑野通子とのロマンスが話題となっていたが、上原を射止めたのは小桜であった。1936年10月、上原と結婚、引退した。1937年4月に長男（加山雄三）を出産。
1952年、「上原 葉子」の名で映画『お茶漬の味』に特別出演した。
戦後、太り始めた夫の体型矯正のために体操と食事療法を学び、小桜式プッシュ体操を考えだした。
1960年代に息子の加山雄三が映画で活躍している頃、小桜式美容体操の講師として活躍した。NETテレビ「アフタヌーンショー」へ出演、小桜葉子整美体操教室を経営した。
1970年5月12日、子宮頸がんのため東京都豊島区の癌研究会附属病院に入院中、尿毒症からくる心不全のため死去。満52歳没。この数年前にスキーの事故で片方の腎臓を損傷、摘出したことから腎機能障害を患い、がんの発見が遅れ、わかった時には既に手遅れの状態だった。墓所は多磨霊園。

## 親族
父は岩倉具顕（ともあき、具定の五男）で、明治の元勲・岩倉具視は曾祖父に当たる。東伏見宮依仁親王妃周子（かねこ）は父方の伯母にあたる。弟の岩倉具憲は存命当時パシフィックホテルの社長であった。
母は松竹の大部屋女優の青木しのぶ（江間光子、光括）で、母方の祖父に当たる江間俊一は弁護士で政治家で江間式心身鍛練法の開発者。
ひとつ年下の妹の昌子も小桜昌子の名で松竹の女優となった。義弟に俳優の三原純（昌子の夫。のちに芸名を青山五郎とした）がいる。妹の子がザ・ランチャーズの元メンバーの喜多嶋修（現在は音楽プロデューサー）と喜多嶋瑛であり、修の長女（小桜から見て大姪）が元タレントの喜多嶋舞。
孫はキーボード奏者・作曲家の池端信宏、俳優の加山徹、タレントの梓真悠子、女優の池端えみ。

## 関係人物
うつみ宮土理の体操の師匠である川端麻記子は彼女の弟子。つまりうつみは孫弟子に当たる。

## 出演映画
1925年
- 極楽島の女王 - 内藤礼子

1926年
- いとしの我子
- 美しき祷
- 曲馬団の姉妹
- 愚かなる母

1927年
- やつ当りこぶだらけ
- 父帰る - 正国の娘・蝶丸
- 孤児

1928年
- 天使の罪
- チンドン屋
- 恋愛二人行脚 - 孤児・お留
- 踊れ若者 - 三公
- 彼女と海
- かぼちゃ - 山田ちえ子
- 亀公
- 輝く昭和 - 桜井弥生
- 三日目の女

1929年
- 鵜の目鷹の目
- 都鳥
- 明日天気になあれ - お嬢さん

1933年
- しっかりせよと抱き起し

1934年
- 娘三人感激時代
- 与太者と花嫁 - 葉山みね子

1935年
- 躍進東京港まつり
- 若旦那 春爛漫 - 女学生
- 三人の女性
- 春琴抄 お琴と佐助 - 春琴の弟子
- 吹けよ恋風
- 永久の愛 - お葉
- 人生のお荷物 - 女給・葉子

1936年
- 結婚の条件
- 素晴らしき空想
- 男性対女性 - レヴューガール

1952年
- お茶漬の味 - 黒田高子

## 著書
- 『いつまでも若く美しくあるための食事療法と整美体操』文化服装学院出版局、1966
- 『よりすこやかに　食事療法の実際と小桜式プッシュ体操』文化服装学院出版局、1967
- 『太る体操・やせる体操　小桜葉子の整美体操』日本文芸社、1967